# Hør, var der ikke en som lo?
Hør, var der ikke en som lo? er en dansk film fra 1978, skrevet og instrueret af Henning Carlsen efter en roman af Eigil Jensen.

## Handling
Filmen er et portræt af en ung arbejdsløs mand, der i slutningen af trediverne driver rundt i Københavns gader. Han går til kontrol, han træffer politisk aktive arbejdere, får tid til at gå på biblioteket og han finder også en pige. Men han er en drømmer, der søger at fortrænge den ensformige dagligdag.

## Medvirkende
- Jesper Christensen, Den arbejdsløse
- Kirsten Olesen, Elisabeth
- Jens Okking, Vægtløftermennesket
- Karl Stegger, Nuslemennesket
- Otto Brandenburg, Graveren
- Sejr Volmer-Sørensen, Vorherre/Kontormanden
- Ingolf David, Den skægstubbede
- Jesper Klein, Filipensmennesket
- Ellen Margrethe Stein, Tanten
- Else Højgaard, Ella
- Peer Guldbrandsen, Tobakshandleren
- Jess Ingerslev, Taleren
- Preben Neergaard, Hr. Sivertsen
- Caja Heimann, Fru Sivertsen
- Edward Fleming, Kirkegårdsbetjenten
- Sven Åge Larsen, Vraget
- Gyrd Løfquist, Kontormanden
- Tage Axelson, Gravererens hjælper
- Else Petersen, Bibliotekaren/Grænsevagten
- Lene Vasegaard, Pigen på gaden
- Henry Büchmann, Kulhandleren
- Per Helweg
- Per Walther
- H.C. Nørgart